# Кеннетт-Скуэр
Кеннетт-Скуэр — боро в округе Честер, штат Пенсильвания, США. Он известен как мировая столица грибов, потому что выращивание грибов в регионе дает более 500 миллионов фунтов грибов в год, что составляет половину урожая грибов в Соединенных Штатах. В Кеннетт-Скуэре ежегодно проводится Фестиваль грибов. Здесь также находится штаб-квартира Genesis HealthCare, центр, который управляет учреждениями по уходу за престарелыми людьми. Кеннетт-Скуэр, расположенный в долине Делавэр, считается пригородом Филадельфии, штат Пенсильвания и Уилмингтона, штат Делавэр. Местная средняя школа — Средняя школа Кеннетта. Последняя официальная перепись населения США, проведенная в 2010 году, зафиксировала, что в Кеннетт-Скуэре проживает 6072 человека. Согласно данным переписи населения США, по состоянию на июль 2019 года численность населения составит 6 202 человека. Это также родина сестры 46-го нынешнего президента США Валери Байден.

## История
Изначально Кеннетт был населен коренными американцами ленапе. После колонизации город был назван Кеннетт-Скуэр. Этот населенный пункт также был известен как важная часть Подземной железной дороги, которая помогала рабам спасаться бегством на Север. Многие из жителей помогали рабам бежать по Подземной железной дороге. Основателю Кеннетт-Скуэра приписывают введение выращивания грибов в этом районе. Он выращивал гвоздики, и хотел использовать пустое пространство под грядками, поэтому начал экспериментировать с выращиванием грибов. Кеннетт-Скуэр является предметом и местом действия романа «История Кеннетта», написанного американским писателем 19-го века Бейардом Тейлором, который жил неподалеку в Седаркрофте.

## География
Кеннетт-Скуэр расположен на 39 ° 50′39 ″ с. ш., 75 ° 42′38 ″ з. д. (39,844104, −75,710654). По данным Бюро переписи населения США, район имеет общую площадь 1,1 квадратных мили (2,8 кв км), это все земли, за исключением двух небольших озёр.

## Демография
| Перепись населения |           |        |
| Год                | Население | %±     |
| 1860               | 606       | —      |
| 1870               | 884       | 45.9 % |
| 1880               | 1,021     | 15.5 % |
| 1890               | 1,326     | 29.9 % |
| 1900               | 1,516     | 14.3 % |
| 1910               | 2,049     | 35.2 % |
| 1920               | 2,308     | 12.6 % |
| 1930               | 3,091     | 33.9 % |
| 1940               | 3,375     | 9.2 %  |
| 1950               | 3,699     | 9.6 %  |
| 1960               | 4,355     | 17.7 % |
| 1970               | 4,876     | 12.0 % |
| 1980               | 4,715     | −3.3 % |
| 1990               | 5,218     | 10.7 % |
| 2000               | 5,273     | 1.1 %  |
| 2010               | 6,072     | 15.2 % |
| 2020               | 5,936     | −2.2 % |

Согласно переписи 2010 года в городке было 42,8 % неиспаноязычных белых, 7,2 % черных или афроамериканцев, 0,4 % коренных американцев, 0,8 % азиатов и 3,3 %
представителей двух или более рас. 48,8 % населения имели латиноамериканское происхождение. По данным переписи 2010 года насчитывалось 6 072 человека, 1868 домохозяйств и 1242 семьи. Плотность населения составляла 4 679,2 человек на квадратную милю (1 801,7 / км²). Было 1 967 единиц жилья со средней плотностью 1 745,5 на квадратную милю (672,1 / км²). Расовый состав района составил 73,58 % белых, 10,26 % афроамериканцев, 0,09 % коренных американцев, 1,63 % азиатов, 12,48 % представителей других рас и 1,95 % представителей двух или более рас. Было зарегистрировано 1868 семей, из которых 30,2 % имели детей в возрасте до 18 лет, проживающих с ними; 48,2 % были женатыми парами; 11,8 % семьи, где женщины проживали без мужей; 33,5 % не имели семьи. 28,2 % домохозяйства, где проживали одинокие лица и 11,9 % домохозяйства, где проживали одинокие лица в возрасте 65 лет и старше.
По возрастной категории: 24,8 % — в возрасте до 18 лет, 10,2 % — от 18 до 24 лет, 31,0 % — от 25 до 44 лет, 20,1 % — от 45 до 64 лет и 13,8 % — в возрасте 65 лет и старше. Средний возраст составлял 35 лет. На каждые 100 женщин приходилось 98,6 мужчин. На каждые 100 женщин возрастом 18 лет и старше насчитывалось 96,8 мужчин.
Средний доход семьи в районе составлял 46 523 доллара, а средний доход семьи — 54 948 долларов. Средний доход мужчин составлял 35 978 долларов по сравнению с 27 246 долларами у женщин. Доход на душу населения в городке составлял 22 292 доллара. Около 7,5 % семей и 9,0 % населения находились за чертой бедности, в том числе 11,9 % из них моложе 18 лет и 10,4 % тех, кто был в возрасте 65 лет и старше.

## Правительство
Семь членов Совета и мэр избираются гражданами. Управляющий округа — это служащий округа, нанятый Советом. Нынешний временный управляющий округа — Джозеф Скализ.

## События

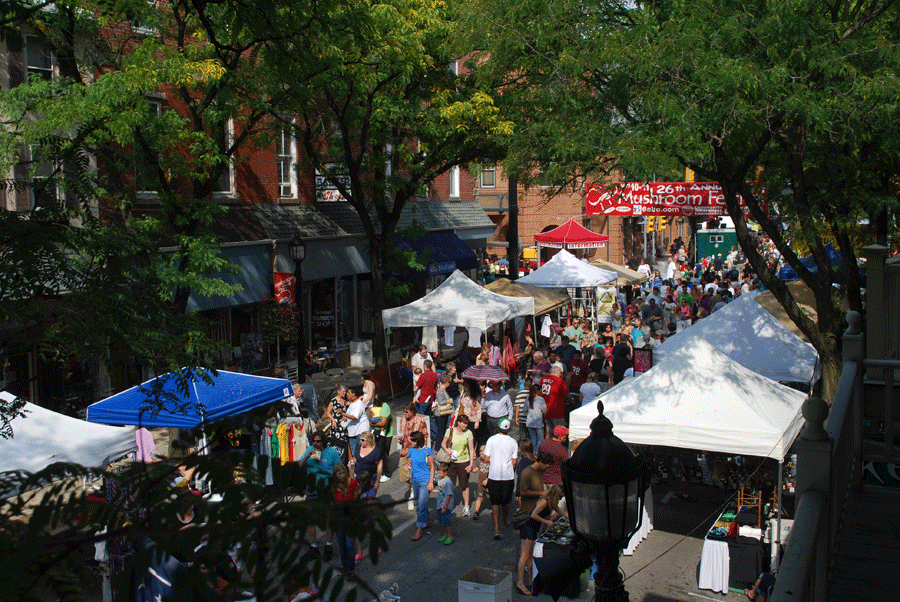
Фестиваль грибов

Фестиваль грибов Кеннетта проводится ежегодно в начале сентября. Фестиваль был освещен на Food TV. Ежегодные парады проводятся в День поминовения, на Хэллоуин и перед рождественскими праздниками. Кеннетт-Скуэр отмечает национальный праздник Мексики Синко де Майо. Этот праздник иногда называют мексиканским аналогом дня Святого Патрика. Бесплатные летние концерты проводятся по средам вечером в парке Энсона Б. Никсона. В середине мая проходит знаменитый забег Кеннетта, который заканчивается у паркового павильона. Пивной фестиваль Kennett Brewfest проводится каждую осень, предлагая неограниченное количество дегустаций пива. Местные художественные галереи, студии и бутики каждый месяц участвуют в выставках. Одной из изюминок этого района являются местные продукты и фермерские рынки. Это лишь некоторые из мероприятий, которые можно посетить в течение года.

## Образование
Все школы в Кеннетт-Скуэре являются частью объединенного школьного округа Кеннетт. Это было первым объединением школ в истории Пенсильвании. Учащиеся детского сада посещают детский сад Мэри Д. Ланг. С 1 по 5 классы посещают начальную школу Гринвуд, начальную школу Бэнкрофт или начальную школу Нью-Гарден. Все ученики 6-8 классов посещают среднюю школу Кеннетта. Затем учащиеся 9-12 классов посещают старшую школу Кеннетта.

## СМИ
В населенном пункте осуществляют свою деятельность такие средства массовой информации: The Chester County Press — веб-сайт, Kennett Paper — веб-сайт и Daily Local News — ежедневная газета. Есть также два печатных журнала: Fig Kennett (figkennett.com) и Kennett Square Today.

## Известные люди
Марино Аурити (1891—1980), художник и механик, наиболее известный как создатель Энциклопедического дворца мира.
Пэт Чиаррокки (1953 г.р.), тележурналист
Бартоломью Фассел (1794—1871), аболиционист, он был одним из основателей Американского общества в борьбе с рабством.
Майк Грэди (1869—1943), бейсболист высшей лиги
Дорис Грумбах (род. 1918), писательница
Джон Хоннольд (1915—2011), профессор права юридического факультета Пенсильванского университета
Дугалд К. Джексон (1865—1951) инженер-электрик.
Брюс Джонстон (1939—2002), был лидером одной из самых известных банд в истории Пенсильвании
Херб Пеннок (1894—1948), профессиональный бейсболист
Джессика Сэвич (1947—1983), тележурналист
Уильям Маршалл Суэйн (1828—1918), скульптор
Бейард Тейлор (1825—1878), писатель
Коллин Уолш (1993 г.р.), музыкант рок-группы Grayscale
Гарри Уитни (1873—1936), путешественник, писатель и авантюрист.

### Достопримечательности
Энсон Б. Никсон Парк — парк развлечений и отдыха
East Penn Railroad — железная дорога с короткими линиями.
Дом собраний Кеннетта — исторический дом собрания Религиозного общества друзей или «квакеров»
Kennett Area YMCA — центр развития молодежи
Сады Лонгвуда — ботанический сад
Стол Талулы — небольшой рынок и ресторан изысканной кухни
Молодежный центр «Garage» — это программа внешкольного и молодёжного развития, обслуживающая учащихся средних и старших классов
Средняя школа Юнионвилля
New Bolton Center — это кампус Школы ветеринарной медицины Пенсильванского университета.